# Diputaciones de Cartagena

Mapa diputacional de Cartagena.

Una diputación es una división administrativa en que se estructura el municipio español de Cartagena y que comprende un conjunto de barrios, localidades o caseríos dispersos. Para su administración existe la figura de la Junta Vecinal, que es un foro de decisión de las actuaciones municipales en su zona de influencia.

## Historia
La figura de las diputaciones tiene su origen en el siglo XVIII y el motivo de su existencia era que en esa época el municipio estaba cada vez más poblado y menos manejable y se buscaba controlar las actividades del término municipal. Debido a esto, se colocó en estos distritos a los denominados diputados del campo.
Las Juntas Vecinales Municipales se regulan por el Reglamento de Participación Ciudadana, Distritos y Juntas Municipales. En cada una de ellas existe, al frente de la misma, un Presidente nombrado por el Pleno.

## Diputaciones
Los barrios de Cartagena se agrupan en las siguientes diputaciones (entidades colectivas): Cartagena Casco, San Antonio Abad, El Plan, La Magdalena, Canteras, Santa Lucía, San Félix, El Hondón y Santa Ana .
Otros entidades singulares de población del término municipal se agrupan en las siguientes diputaciones (entidades colectivas): Rincón de San Ginés, Alumbres, Escombreras, El Algar, La Palma, Pozo Estrecho, Albujón, La Aljorra, Perín, Beal, Santa Ana, Miranda, Lentiscar, Los Puertos de Santa Bárbara, Canteras, La Magdalena, San Félix, El Plan, Campo Nubla y Los Médicos.
| Nombre                       | Rango de la entidad colectiva     | Zona                                                          | Población |
| ---------------------------- | --------------------------------- | ------------------------------------------------------------- | --------- |
| Cartagena Casco              | Diputación, capital del municipio | Área Urbana Central                                           | 60 905    |
| San Antonio Abad             | Diputación                        | Área Urbana Central                                           | 44 865    |
| El Plan                      | Diputación                        | Área Urbana Central                                           | 35 674    |
| Rincón de San Ginés          | Diputación                        | Suelos turísticos del Litoral Levante                         | 11 061    |
| Canteras                     | Diputación                        | Área Urbana Central                                           | 10 288    |
| El Algar                     | Diputación                        | Crecimientos metropolitanos al Este                           | 7 735     |
| Santa Lucía                  | Diputación                        | Área Urbana Central                                           | 6 544     |
| La Palma                     | Diputación                        | Suelos agrícolas del Campo de Cartagena                       | 5 423     |
| Pozo Estrecho                | Diputación                        | Suelos agrícolas del Campo de Cartagena                       | 4 845     |
| La Aljorra                   | Diputación                        | Suelos agrícolas del Campo de Cartagena                       | 4 848     |
| La Magdalena                 | Diputación                        | Área Urbana Central                                           | 3 817     |
| Alumbres                     | Diputación                        | Área Urbana Central y Crecimientos metropolitanos al Este     | 3 433     |
| Albujón                      | Diputación                        | Suelos agrícolas del Campo de Cartagena                       | 2 992     |
| San Félix                    | Diputación                        | Área Urbana Central                                           | 2 649     |
| Santa Ana                    | Diputación                        | Área Urbana Central                                           | 2 504     |
| El Beal                      | Diputación                        | Suelos turísticos del Litoral Levante                         | 2 302     |
| Lentiscar                    | Diputación                        | Suelos agrícolas del Campo de Cartagena                       | 2 062     |
| Perín                        | Diputación                        | Zona Rural del Oeste y Suelos Turísticos del Litoral Poniente | 1 792     |
| Los Puertos de Santa Bárbara | Diputación                        | Zona Rural del Oeste y Suelos Turísticos del Litoral Poniente | 1 528     |
| Miranda                      | Diputación                        | Suelos agrícolas del Campo de Cartagena                       | 1 414     |
| El Hondón                    | Diputación                        | Área Urbana Central y Crecimientos metropolitanos al Este     | 1 091     |
| Campo Nubla                  | Diputación                        | Zona Rural del Oeste                                          | 333       |
| Los Médicos                  | Diputación                        | Suelos agrícolas del Campo de Cartagena                       | 131       |
| Escombreras                  | Diputación                        | Crecimientos metropolitanos al Este                           | 8         |

| Área                         | Rango                                                                           | Población |
| ---------------------------- | ------------------------------------------------------------------------------- | --------- |
| Ciudad de Cartagena          | Área Urbana Central                                                             | 171.770   |
| Resto Municipio de Cartagena | Crecimientos metropolitanos, suelos turísticos, suelos agrícolas, zonas rurales | 46.474    |
| Municipio de Cartagena       | Municipio                                                                       | 218.244   |

| Cartagena Casco  | Barriada de San Ginés - Barriada de la Virgen de la Caridad - Casco Antiguo - Ensanche                                                                                                   |
| San Antonio Abad | Barrio de la Concepción - Barrio Peral - San Antonio Abad - Urbanización Media Sala - Urbanización Mediterráneo - Urbanización Nueva Cartagena - Barriada de Villalba - Casas de Sevilla |
| El Plan*         | Los Barreros - Barriada Cuatro Santos - Barriada Hispanoamérica - Urbanización Castillitos - Los Dolores - Los Gabatos - Polígono de Santa Ana                                           |
| Canteras*        | Canteras- Los Garcías - Los Patojos - Tentegorra - Poblado de Marina - El Rosalar - La Vaguada - La Loma - San José Obrero - Urb. Alcalde de Cartagena                                   |
| Santa Lucía      | Santa Lucía - Los Mateos - Lo Campano - Barriada Santiago |
| La Magdalena*    | Molinos Marfagones - Residencial Buenos Aires |
| Alumbres*        | Vista Alegre |
| San Félix*       | La Asomada - Lo Baturno - La Piqueta - La Vereda |
| Santa Ana*       | Santa Ana - Molino Derribado - Ventorrillo |
| El Hondón        | Torreciega - Los Jorqueras - Media Legua |

| El Plan*                     | Bda. California - La Guía - El Plan - La Baña |
| Rincón de San Ginés          | Atamaría - Las Barracas - Los Belones - Cabo de Palos - Cala Reona - Cobaticas - Islas Menores - La Manga - Mar de Cristal - Los Nietos - Los Nietos Viejos - Playa Honda - El Sabinar - Playa Paraíso |
| El Algar                     | El Algar - Los Rizos - Los Ruices - Los Urrutias |
| La Palma                     | La Aparecida - Los Balanzas - Lo Campero - Los Carriones - Los Conesas - Fuente Amarga - La Palma - Palma de Arriba - Los Salazares                                                                    |
| Pozo Estrecho                | Pozo Estrecho - La Rambla - Los Roses - Los Sánchez - Las Lomas |
| La Aljorra                   | La Aljorra - Los Carrascosas - Los Barberos - Los Navarros - Los Nicolases - Los Nietos - Río Seco - Los Roses - Torre Calín                                                                           |
| La Magdalena*                | Los Carriones - Los Castillejos - Cuesta Blanca de Abajo - El Higueral - La Magdalena - El Palmero - Pozo Los Palos - San Isidro - Los Segados - Los Simonetes                                         |
| Alumbres*                    | Alumbres - Barranco - Borricen - El Ferriol - El Gorguel - El Porche |
| Albujón                      | Albujón - Las Casas - Esparragal - Las Lomas - La Mina |
| San Félix*                   | Los Camachos |
| Santa Ana*                   | Los Piñuelas |
| El Beal                      | El Beal - El Estrecho de San Ginés - Llano del Beal - San Ginés de la Jara |
| Lentiscar                    | Los Beatos - El Carmolí - Los Castillejos - La Puebla - Punta Brava - Los Roses - Los Rosiques - Lo Tacón                                                                                              |
| Perín                        | La Azohía - Campillo Adentro - La Corona - Cuesta Blanca de Arriba - Los Flores - Galifa - Peñas Blancas - Perín - El Portús                                                                           |
| Los Puertos de Santa Bárbara | Los Álamos - El Cañar - Los Cañavates - Ermita de Santa Bárbara - Los Fuentes - Puertos de Santa Bárbara - Isla Plana - Los Pérez de Arriba - Los Puches - Valdelentisco - Venta del Señorito          |
| Miranda                      | Las Casicas - Los Gallos - Miranda - Los Vidales |
| Campo Nubla                  | Los Arroyos - Casas de Tallante - Casas del Molino - Collado de Tallante - Ermita de Tallante - Los Escabeas - La Manchica - Los Navarros Bajos - Los Pérez - Rincón de Tallante                       |
| Los Médicos                  | Los Médicos - La Vereda - Los Vidales |
| Escombreras                  | Escombreras |
| Canteras*                    | Los Díaz - La Algameca |

Aquellas diputaciones señaladas con un * poseen algunas entidades dentro del área urbana y otras fuera de ella.

## Distritos y órganos
Las diputaciones se agrupan en distritos. Los Distritos son órganos de gestión desconcentrados con el objeto de impulsar y desarrollar la participación ciudadana en la gestión de los asuntos municipales en los diferentes barrios y diputaciones del municipio sin perjuicio del mantenimiento de la unidad de gobierno y gestión municipal. El término municipal de Cartagena se divide en siete Distritos municipales:

| Distrito 1 (Oeste) | Campo Nubla, Canteras, La Magdalena, Perín y Los Puertos             |
| Distrito 2         | Albujón, La Aljorra, Miranda, Pozo Estrecho, Santa Ana y Los Médicos |
| Distrito 3         | El Plan y San Félix                                                  |
| Distrito 4         | Cartagena Casco y San Antonio Abad                                   |
| Distrito 5         | Alumbres, Escombreras, Hondón y Santa Lucía                          |
| Distrito 6         | La Palma y Lentiscar                                                 |
| Distrito 7         | El Algar, El Beal y Rincón de San Ginés                              |